# Down to the Bone (film)
Down to the Bone è un film indipendente del 2004 diretto da Debra Granik ed interpretato da Vera Farmiga, che ha ricevuto il premio come "Migliore attrice" ai Los Angeles Film Critics Association e anche al Festival international du film de Marrakech sempre come miglior attrice. Il film ha inoltre vinto il premio come "migliore regista" ed il "premio della giuria" al Sundance Film Festival.

## Trama
Irene Morrison, operaia madre di due ragazzi, vive nello stato di New York e lavora come cassiera di un supermercato. Ha una dipendenza da cocaina. Il suo figlio maggiore, Ben, il cui compleanno si avvicina, chiede a Irene di comprargli un serpente; ma lei suggerisce invece dei Lego. La notte di Halloween, Irene porta i suoi figli a fare dolcetto o scherzetto e, in una delle case che visitano, incontra Bob, un infermiere.
Più tardi quella notte, suo marito Steve arriva a casa con un bagno, annunciando che costruirà loro un secondo bagno. A letto, Steve cerca di iniziare il sesso, ma Irene dice che non si sente molto sexy. Cambia argomento tornando a decorare il loro bagno. Il giorno successivo, Irene porta i bambini in un negozio di rettili per comprare un serpente, ma scopre che non hanno abbastanza soldi per uno. Mentre i suoi ragazzi aspettano in macchina, Irene fa visita al suo rivenditore, chiedendogli un'altra dose, ma lui rifiuta poiché non paga da un paio di settimane.
Al lavoro, Irene pensa di prendere dei soldi dal registratore di cassa. Poi torna dal suo spacciatore con l'assegno di compleanno di Ben da parte di sua suocera, ma il venditore si rifiuta di prenderlo. In seguito, Irene si registra in un centro di riabilitazione dalla droga. In una riunione sulle voglie, incontra la collega tossicodipendente Lucy e fa amicizia con lei. Mentre si trova nella struttura, Irene incontra di nuovo Bob. Prima che lei se ne vada, Bob fa visita con un libro che lo ha aiutato durante la sua fase di abbandono e le offre il suo sostegno.
Al primo incontro di Narcotici Anonimi di Irene, un uomo festeggia un anno di astinenza. Nelle settimane successive, Irene ha difficoltà a rimanere pulita quando i suoi amici usano droghe intorno a lei a scopo ricreativo. Un giorno al lavoro, viene chiamata nell'ufficio del direttore. Ammette il suo passato uso di droghe e viene successivamente licenziata. Lucy suggerisce di avviare un'impresa di pulizie per guadagnare denaro, cosa con la quale Irene è d'accordo. Sulla strada per il suo prossimo incontro di NA, Irene si offre di dare un passaggio a Bob. Tuttavia, in macchina, istiga una relazione con lui. Bob poi la porta da un allevatore di serpenti in modo che possa acquistarne uno per Ben. Più tardi, i due diventano intimi, ma Bob si scusa per andare in bagno. Irene poi entra per trovarlo intento a spararsi. Furiosa per la sua ipocrisia, discute con lui ma finisce per usare le sue droghe.
Irene e Steve tentano di fare un gioco sessuale tra loro, ma Irene lo interrompe presto. Dopo aver preso droghe nell'auto di Bob una notte, i due vengono fermati dalla polizia. Vengono entrambi arrestati e detenuti quando un agente trova un bruciatore di droga sul cruscotto e mezza oncia di eroina. Un avvocato informa Irene sulla sua migliore opzione di condanna: se si dichiara colpevole, deve impegnarsi in 50 sessioni di consulenza individuale, 100 sessioni di consulenza di gruppo e 250 riunioni di NA all'anno; la informa che se sbaglia, sarà condannata a diversi anni di reclusione in una prigione di stato. Quando arriva a casa, ammette la sua relazione extraconiugale e Steve le dice di andarsene.
Lucy le dà un posto dove andare a dormire, anche se è arrabbiata con Irene per aver perso un lavoro. Irene alla fine si trova una casa e ottiene la custodia dei suoi figli. Dopo un altro degli incontri di Irene sugli stupefacenti, Bob si presenta per scusarsi per averla trovata coinvolta nel suo pasticcio e successivamente aver evitato le sue chiamate. Irene lo perdona e lui comincia a stare a casa sua. Nel frattempo, Bob continua a fare uso di droghe, ma intende ricominciare le riunioni. Il suo spacciatore cerca di convincerlo a vendere alcune pillole, ma lui rifiuta. Irene si rende conto che si sta sballando combinando il metadone prescritto e altri farmaci, e di conseguenza potrebbe mettere in pericolo i suoi figli; lei lo affronta e gli chiede di andarsene.

## Produzione
Il film, che affronta gli effetti della tossicodipendenza, è stato diretto e co-scritto da Debra Granik. Il film si svolge nello stato di New York ed è stato girato a Saugerties, New York e dintorni. Down to the Bone è il primo lungometraggio di Granik ed è stato girato in video digitale. Granik ha continuato a dirigere il film candidato all'Oscar Winter's Bone nel 2010.